# Jet Black Heart
«Jet Black Heart» es una canción de la banda australiana de pop rock 5 Seconds of Summer. La canción fue lanzada a través de Capitol Recordsel el 17 de diciembre de 2015, como el tercer y último sencillo del segundo álbum de estudio de la banda, Sounds Good Feels Good. La pista fue escrita por Calum Hood, Michael Clifford, David Hodges y Jon Green, siendo producida por David Hodges.

## Antecedentes y lanzamiento
La canción se estrenó por primera vez en la radio de Nueva Zelanda el 27 de agosto de 2015. Fue lanzado como un sencillo promocional el 28 de agosto. El 17 de diciembre fue estrenado como el tercer sencillo del álbum Sounds Good Fells Good junto con a su video musical.
La pista fue escrita por Calum Hood, Michael Clifford, David Hodges y Jon Green, mientras que la producción fue llevada a cabo por David Hodges. La banda interpretó la canción por primera vez en el escenario durante la segunda noche de su show en Long Island.

## Vídeo musical
El video musical oficial fue lanzado el 17 de diciembre de 2015. El video comienza con un mensaje de la banda que dice "Le pedimos a nuestros fanáticos que nos ayuden a hacer este video. Queríamos escuchar sus historias. Quedamos abrumados con la respuesta. Este video está dirigido a ustedes". El vídeo fue dirigido por Tom Van Schelven.

## Lista de ediciones
Versión estándar

| N.º | Título            | Duración |  |
| 1.  | «Jet Black Heart» | 3:41     |  |

## Créditos y personal
Créditos adaptados de Genius.
- Calum Hood - composición, voz, bajo
- Ashton Irwin - voces, batería
- Luke Hemmings -  voces, guitarra rítmica
- Michael Clifford - composición, guitarra solista, voz
- David Hodges - composición, programación
- Jon Green - composición
- Cian Riordan - asistencia de mezcla
- Justin Long - asistencia de mezcla
- Chad Copelin - ingeniería
- Eric Valentine - ingeniería de mezcla y masterización
- Michael Eckles - asistente de ingeniería
- Jake Scott - asistente de ingeniería
- Steve Solomon - guitarras

## Posicionamiento en listas
| Listas (2015)                      | Mejor posición |
| ---------------------------------- | -------------- |
| Australia (ARIA)                   | 34             |
| Austria (Ö3 Austria Top 40)        | 60             |
| Estados Unidos (Billboard Hot 100) | 95             |
| Francia (SNEP)                     | 50             |
| Irlanda (IRMA)                     | 78             |
| Países Bajos (Single Top 100)      | 98             |
| Reino Unido (UK Singles Chart)     | 60             |

## Premios y nominaciones
| Año  | Premio                              | Resultado | Ref.   |
| ---- | ----------------------------------- | --------- | ------ |
| 2016 | Verano MTV's Mejor vídeo musical    | Ganador   | [ 19 ] |
| 2016 | Teen Choice's Mejor canción de Rock | Ganador   | [ 20 ] |